# Mathias Tullner
Mathias Tullner (* 27. Mai 1944 in Wiekatsch, Ungarn) ist ein deutscher Historiker. Er gilt als bedeutender Vertreter der sachsen-anhaltischen Landesgeschichtsforschung nach dem Zweiten Weltkrieg.

## Leben
Tullner entstammt einer Winzerfamilie, die 1948 aus Ungarn vertrieben wurde. Gemeinsam mit seiner Mutter und seinen Großeltern – der Vater war in einem sowjetischen Gefangenenlager gestorben – kam er als Vierjähriger ins sachsen-anhaltische Holdenstedt. Von 1950 bis 1956 ging Tullner dort zur Schule, ehe er die Erweiterte Oberschule in Roßleben besuchte. Zwischen 1963 und 1967 studierte Tullner Geschichte, Germanistik und Pädagogik an der Pädagogischen Hochschule in Magdeburg. Nach Abschluss seines Studiums arbeitete er zunächst für ein Jahr als Lehrer an einer Polytechnischen Oberschule und nahm anschließend eine Tätigkeit als wissenschaftlicher Assistent im Bereich Geschichte der Neuzeit an der PH Magdeburg auf, wo er 1973 promovierte und sich 1983 habilitierte. Daraufhin wurde Tullner 1986 zum Hochschuldozenten für Regionalgeschichte berufen. Von 1987 bis 1990 war er als Gastprofessor für Geschichte der Neuzeit an der Pädagogischen Universität Maputo in Mosambik tätig. Im Anschluss lehrte Tullner als Hochschuldozent für Regionalgeschichte zunächst an der Technischen Universität Magdeburg und nach der Zusammenlegung der drei Magdeburger Hochschulen 1993 weiter an der Otto-von-Guericke-Universität Magdeburg. Dort wurde ihm von der Fakultät für Geistes-, Sozial- und Erziehungswissenschaften 1996 der Titel Privatdozent verliehen. Seit 1999 ist Tullner außerplanmäßiger Professor für Geschichte der Neuzeit mit dem Schwerpunkt Landesgeschichte Sachsen-Anhalts an der OvGU Magdeburg. Mathias Tullner ist Vorsitzender der Otto-von-Guericke-Gesellschaft. 2009 ging er in den Ruhestand.
Verschiedene Gastprofessuren und Forschungsaufenthalte führten Mathias Tullner immer wieder nach Mosambik.
Er verfasste eine Landesgeschichte von Sachsen-Anhalt.

## Auszeichnungen
Am 11. September 2010 wurde Mathias Tullner wegen seiner außerordentlichen Verdienste um die Erforschung und Vermittlung der sachsen-anhaltischen Landesgeschichte mit dem Verdienstorden des Landes Sachsen-Anhalt ausgezeichnet.

## Mitgliedschaften
- Emeritio

## Werke (Auswahl)
Monographien
- Geschichte des Landes Sachsen-Anhalt. Landeszentrale für politische Bildung Sachsen-Anhalt, Magdeburg 1993 [3. Auflage. Leske + Budrich, Opladen 2001], ISBN 3-8100-3145-3.
- zusammen mit Dietrich Löffler: Frauen und Männer aus Deutschlands Mitte. Persönlichkeiten aus der Geschichte Sachsen-Anhalts. Mitteldeutscher Verlag, Halle (Saale) 1996, ISBN 3-354-00896-2.
- Die Revolution von 1848/49 in Sachsen-Anhalt. Mitteldeutscher Verlag, Halle (Saale) 1998, ISBN 3-932776-49-6.
- Halle 1806 bis 2006. Industriezentrum, Regierungssitz, Bezirksstadt. Eine Einführung in die Stadtgeschichte. Mitteldeutscher Verlag, Halle (Saale) 2007, ISBN 3-89812-382-0.
- Geschichte Sachsen-Anhalts. C.H. Beck, München 2008, ISBN 3-406-57286-3.
- Kleine Geschichte Sachsen-Anhalts. Von der Weimarer Republik bis zum Bundesland. Mitteldeutscher Verlag, Halle (Saale) 2012, ISBN 3-89812-897-0.

Herausgeberschaften
- Persönlichkeiten der Geschichte Sachsen-Anhalts. Fliegenkopf-Verlag, Halle (Saale) 1998, ISBN 3-910147-58-5.
- zusammen mit Winfried Lübeck: Erhard Hübener – Mitteldeutschland und Sachsen-Anhalt. Schriften, Reden, Dokumente des Landeshauptmanns und Ministerpräsidenten. Mitteldeutscher Verlag, Halle (Saale) 2001, ISBN 3-89812-107-0.
- zusammen mit Sascha Möbius: 1806. Jena, Auerstedt und die Kapitulation von Magdeburg. Schande oder Chance? Landesheimatbund Sachsen-Anhalt, Halle (Saale) 2007, ISBN 3-928466-99-2.